# Bahadurgarh
Bahadurgarh è una città dell'India di 119.839 abitanti, situata nel distretto di Jhajjar, nello stato federato dell'Haryana. In base al numero di abitanti la città rientra nella classe I (da 100.000 persone in su).

## Geografia fisica
La città è situata a 28° 40' 60 N e 76° 55' 0 E e ha un'altitudine di 205 m s.l.m..

## Società

### Evoluzione demografica
Al censimento del 2001 la popolazione di Bahadurgarh assommava a 119.839 persone, delle quali 65.835 maschi e 54.004 femmine. I bambini di età inferiore o uguale ai sei anni assommavano a 16.874, dei quali 9.334 maschi e 7.540 femmine. Infine, coloro che erano in grado di saper almeno leggere e scrivere erano 84.834, dei quali 50.502 maschi e 34.332 femmine.